# Saroxenus alluaudi
Saroxenus alluaudi är en mångfotingart som först beskrevs av Henri W. Brölemann 1920.  Saroxenus alluaudi ingår i släktet Saroxenus och familjen penseldubbelfotingar. Utöver nominatformen finns också underarten S. a. occidentalis.